# Euchloe charlonia
Euchloe charlonia (лат.) — вид дневных бабочек семейства белянок (Pieridae).

## Описание
Очень разнообразны по размеру, верхняя сторона крыльев серно-жёлтая с тёмно-коричневыми вершинными пятнами и бледными внешними отметинами. Крылья в нижней части покрыты чёрным напылением. По внешнему краю нижней стороны переднего крыла проходит тонкая розовая линия. Дискальное пятно — чёрное. На нижней стороне задних крыльев имеются бледные, нечёткие тёмные пятна. Волоски между головой и грудкой розового цвета.

### Похожие виды
- Euchloe penia (Freyer, 1851) — дискальное пятно не насыщенно-чёрное, кроме того, для дифференциации используются различия в морфологии гусеницы и куколки[1].

## Ареал
Основной ареал простирается от Канарских островов (Лансароте, Фуэртевентура, Ла Грасиоса) и Испании через Северную Африку, Судан и северный Чад, а также Ближний Восток (Саудовская Аравия, Сирия, Ливан) до Пакистана, Туркменистана и северо-западной Индии. На Канарских островах вид встречается на высоте до 400 м над уровнем моря, по другим источникам — до 800 м. В Испании (провинция Гранада) встречается на высоте до 800 м, а в Атласских горах поднимается до 2000 м.
Вид заселяет жаркие, сухие, каменистые склоны, засушливые долины и оазисы. В регионе Высокого Атласа этот вид наблюдали во время демонстрации ухаживания на высоте 3000 метров над уровнем моря.

## Биология
Самки откладывают яйца на нижнюю сторону листьев. Пищей гусениц служат различные крестоцветные и резедовые растения. В основном они питаются цветами и плодами. В зависимости от региона этот вид развивается в двух или более поколений в год. В очень засушливых регионах появление гусениц зависит от количества осадков. На Канарских островах время лёта длится с декабря по май и с сентября по октябрь. На северо-западе Африки этот вид летает круглый год, где чаще всего встречается с февраля по октябрь. В Испании мотыльки летают с конца февраля по конец мая.

## Подвиды
Помимо номинативного вида, выделяют следующие подвиды:
- Euchloe charlonia mesopotamica (Staudinger, 1892)